# Karel Bendl (starosta)
Karel Bendl (* 14. února 1971 Brandýs nad Labem) je český politik, lesník a mediátor, od roku 2020 zastupitel Středočeského kraje (navíc v letech 2022 až 2024 radní kraje), od roku 2018 starosta města Benátky nad Jizerou, člen ODS.

## Život
Narodil se 14. února 1971 v Brandýse nad Labem. Po absolvování střední lesnické školy v Trutnově nastoupil na pozici lesního technika v podniku Středočeské státní lesy Benešov, lesní závod Brandýs nad Labem. Od roku 1994 byl zaměstnán jako správce městských lesů Benátek nad Jizerou a začal podnikat jako odborný lesní hospodář a pomáhal při navracení lesních majetků původním vlastníkům v rámci restitucí. V této době také dálkově studoval obor lesní inženýrství na Mendelově univerzitě v Brně
Během života si postupně rozšiřoval vzdělání v různých oblastech. Na Univerzitě Jana Amose Komenského v Praze vystudoval obor Právo v podnikání zakončený titulem Bc. Dále pokračoval magisterským oborem Evropská hospodářskosprávní studia zakončeným titulem Ing. Souběžně studoval na VŠ CEVRO Institut obor Obchoděprávní vztahy zaměřený na obchodní a správní právo zakončený magisterským titulem. Na Vysoké škole finanční a správní vystudoval magisterský obor Veřejná správa taktéž zakončený titulem Mgr. Právní vzdělání si doplnil na Institutu právních studií v Praze v oboru Business Management na úrovni LL.M. Dále absolvoval profesní vzdělávací program na CEMI v oboru Executive MBA zakončený titulem MBA. Na Univerzitě sv. Cyrila a Metoda v Trnave získal titul Doktora filozofie (PhDr.) v oboru Sociální služby a poradenství po obhájení Rigorózní práce na téma Mimosoudní řešení sporů ve firmě (v rodině) prostřednictvím mediace a složení státní rigorózní zkoušky. V souvislosti s tímto studiem absolvoval komplexní mediační výcvik a po složení odborné zkoušky na CMI (Conflict Management International) při Anglo Americké univerzitě v Praze se stal certifikovaným mediátorem.
V letech 2016-2020 pracoval jako člen ve Výboru pro hospodářský a regionální rozvoj, vědu a výzkum Zastupitelstva Středočeského kraje.
Je zakládajícím a dlouholetým členem Regionálního výboru Sdružení vlastníků soukromých a obecních lesů (SVOL), mysliveckým hospodářem, starostou honebního společenstva, členem komory odborných lesních hospodářů (ČKOLH) a aktivním regionálním ekologem. Stál například u počátku projektů návratu velkých kopytníků do volné přírody v bývalém VVP Mladá-Milovice, nebo návrhu na vyhlášení NP Křivoklátsko.

## Politická kariéra

### Komunální politika
Během komunálních voleb v roce 2010 kandidoval jako bezpartijní na kandidátce Občanské demokratické strany do zastupitelstva města Benátky nad Jizerou na 15. místě. ODS získala 14 mandátů a Bendl se tak stal prvním náhradníkem. O čtyři roky později byl na čtvrtém místě kandidátky a stal se tak zastupitelem. Po tato dvě volební období působil jako předseda Komise pro životní prostředí a místní podnikání zastupitelstva města. Po komunálních volbách v roce 2018, v rámci kterých kandidoval jako lídr kandidátky ODS, se stal starostou města Benátky nad Jizerou.
V roce 2016 kandidoval ze 47. místa do zastupitelstva Středočeského kraje, ale mandát krajského zastupitele nezískal. O rok později taktéž kandidoval do Poslanecké sněmovny Parlamentu České republiky, avšak neúspěšně; stal se 11. náhradníkem.
V krajských volbách v roce 2020 byl zvolen za ODS z 5. místa její kandidátky zastupitelem Středočeského kraje. Na ustavujícím zastupitelstvu Středočeského kraje byl zvolen předsedou Výboru pro životní prostředí a zemědělství. Po odchodu Martina Kupky z Rady Středočeského kraje na počátku roku 2022 se stal krajským radním pro silniční dopravu. Mandát zastupitele kraje posléze obhájil v krajských volbách v roce 2024. Na konci října 2024 však opustil post radního kraje.